# Guaraní (volk)
De Guaraní zijn een volk in Paraguay en aangrenzende gebieden in Bolivia, Argentinië en Brazilië. Er zijn nu nog ongeveer 40.000 Guaraní in Paraguay. In Brazilië zijn er ongeveer 30.000; daar vormen ze de stam met de meeste leden.
Hoewel er verschillende subgroepen zijn, hebben ze een gemeenschappelijke religie. Volgens het geloof van de Guaraní is het land de oorsprong van alle leven en een gave van de 'grote vader' Nande Ru. 
De taal Guaraní is een officiële taal in Paraguay, waar het door ongeveer 94% van de bevolking wordt gesproken.
De Guaraní waren een van de eerste volkeren waarmee de Europeanen in contact kwamen bij hun aankomst in Zuid-Amerika 500 jaar geleden. De Spaanse zeevaarder Juan Díaz de Solís was in 1511 de eerste Europeaan die de Río de la Plata opvoer. Hij werd opgevolgd door Sebastiaan Cabot in 1526. Juan de Salazar y Espinoza voer in 1537 op de Paraguay-rivier tot aan de huidige Braziliaanse grens. Bij zijn terugkeer maakte hij contact met de Guaraní en stichtte hij Asunción, de latere hoofdstad van Paraguay. 
- Bibliothèque nationale de France: cb11961103n (data)
- Gemeinsame Normdatei: 4086843-6
- Library of Congress Control Number: sh85057598
- Nationale Bibliotheek van Tsjechië: ph117589
- Nationale Bibliotheek van Israël: 987007543311705171